# James Bradley Orman
James Bradley Orman, född 4 november 1849 i Muscatine, Iowa, död 21 juli 1919, var en amerikansk demokratisk politiker. Han var guvernör i delstaten Colorado 1901–1903.
Orman växte upp på en farm och gick i skola i Iowa. Tillsammans med brodern William flyttade han år 1869 till Denver och startade ett byggföretag. James Bradley Orman flyttade 1874 till Pueblo där han var borgmästare 1897–1898.
Republikanerna i Colorado splittrades kring sekelskiftet 1900 då utbrytargruppen bildade Silver Republican Party. Demokraternas kandidat Orman fick en enkel seger i guvernörsvalet 1900 i och med att han fick stöd både från Silver Republican Party och dessutom från Populistpartiet.
Som ofta var fallet i Colorado på den tiden uppstod Ormans största problem från en dispyt mellan ett gruvbolag och gruvarbetarna. Strejken i Telluride år 1901 leddes av den beryktade fackföreningsaktivisten Vincent Saint John. Trots förekomsten av våldsamheter i Telluride lyckades viceguvernören David C. Coates övertala Orman att låta bli att skicka nationalgardet. I den situationen bestämde sig gruvbolaget att förhandla med arbetarna och överenskommelsen ledde till över ett år av lugn i silvergruvorna i San Miguel County. Orman efterträddes 1903 som guvernör av James Hamilton Peabody.
Frimuraren Orman gravsattes på Roselawn Cemetery i Pueblo.